# Gneis-2
Das Gneis-2 (russisch Гнейс-2) war das erste serienmäßige sowjetische Bordradar für Flugzeuge. Es wurde während des Zweiten Weltkriegs in Flugzeuge der Typen Pe-2, Pe-3 und A-20 eingebaut.

## Geschichte
Die Entwicklungsarbeiten zu einem Flugzeugradar begannen während des Sowjetisch-Finnischen Krieges. Zu Beginn des Jahres 1941 wurde der
Prototyp Gneis-1 fertiggestellt, der mit 16 cm Wellenlänge und 1,8 GHz arbeitete. Die Evakuierung des Forschungsinstituts NII 9 im Juli 1941 nach Moskau unterbrach die Arbeiten. Da die Verfügbarkeit des speziellen Reflex-Klystrons fraglich war, wurde das Projekt eingestellt.
Die Forschungsarbeiten übernahm das Forschungsinstitut NII 20. Im Frühjahr 1942 begannen die Tests und wurden im Juli 1942 erfolgreich abgeschlossen. Der Einsatz erfolgte erstmals im Herbst 1942 vor Moskau. Es wurde auch zur Nachtjagd eingesetzt.
1943 folgte die verbesserte Version Gneis-2M, welche auch Schiffe erkennen konnte.